# Schlayerturm

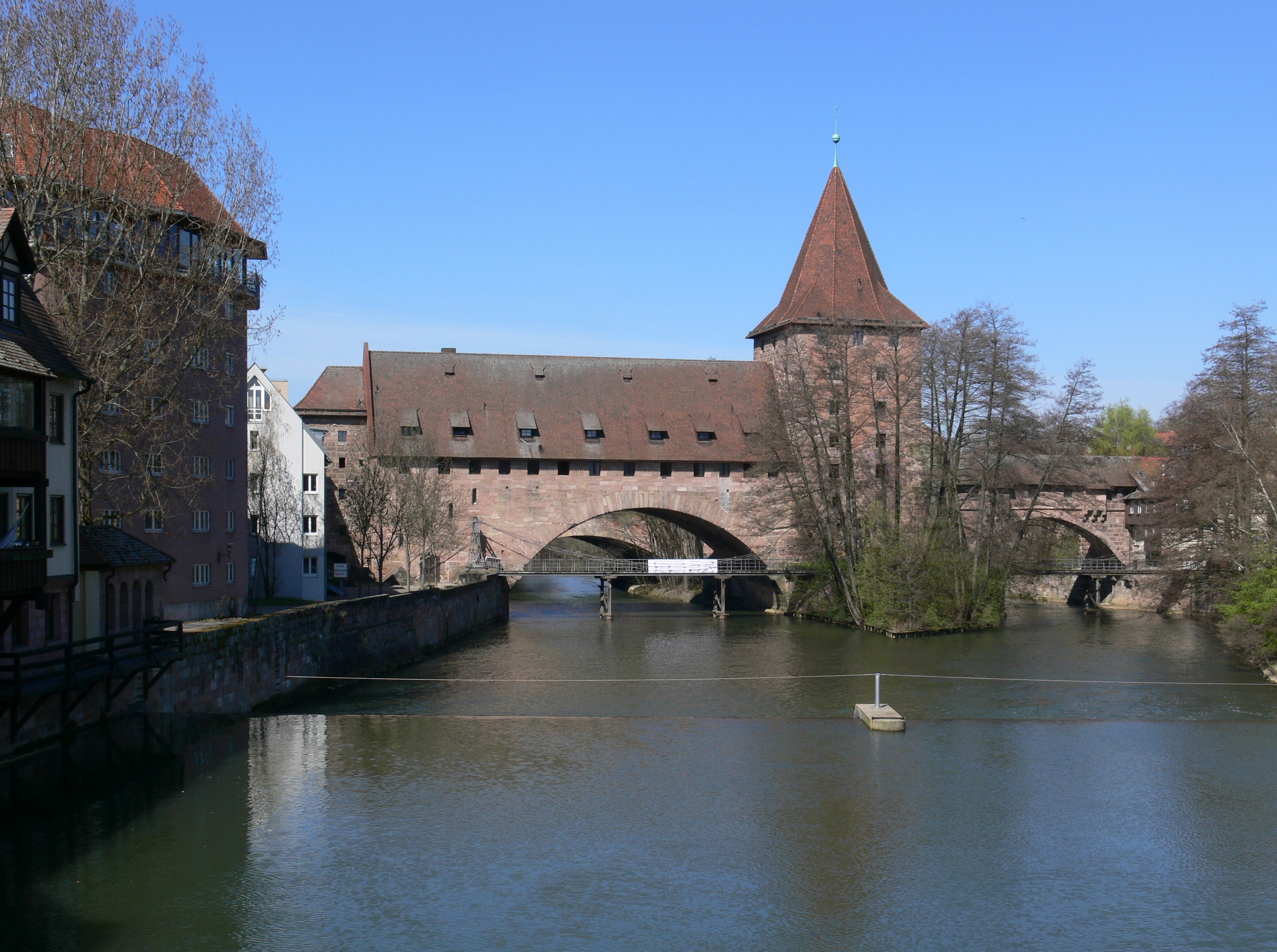
Fronveste (Mitte links) und Schlayerturm (Mitte rechts), von Osten gesehen

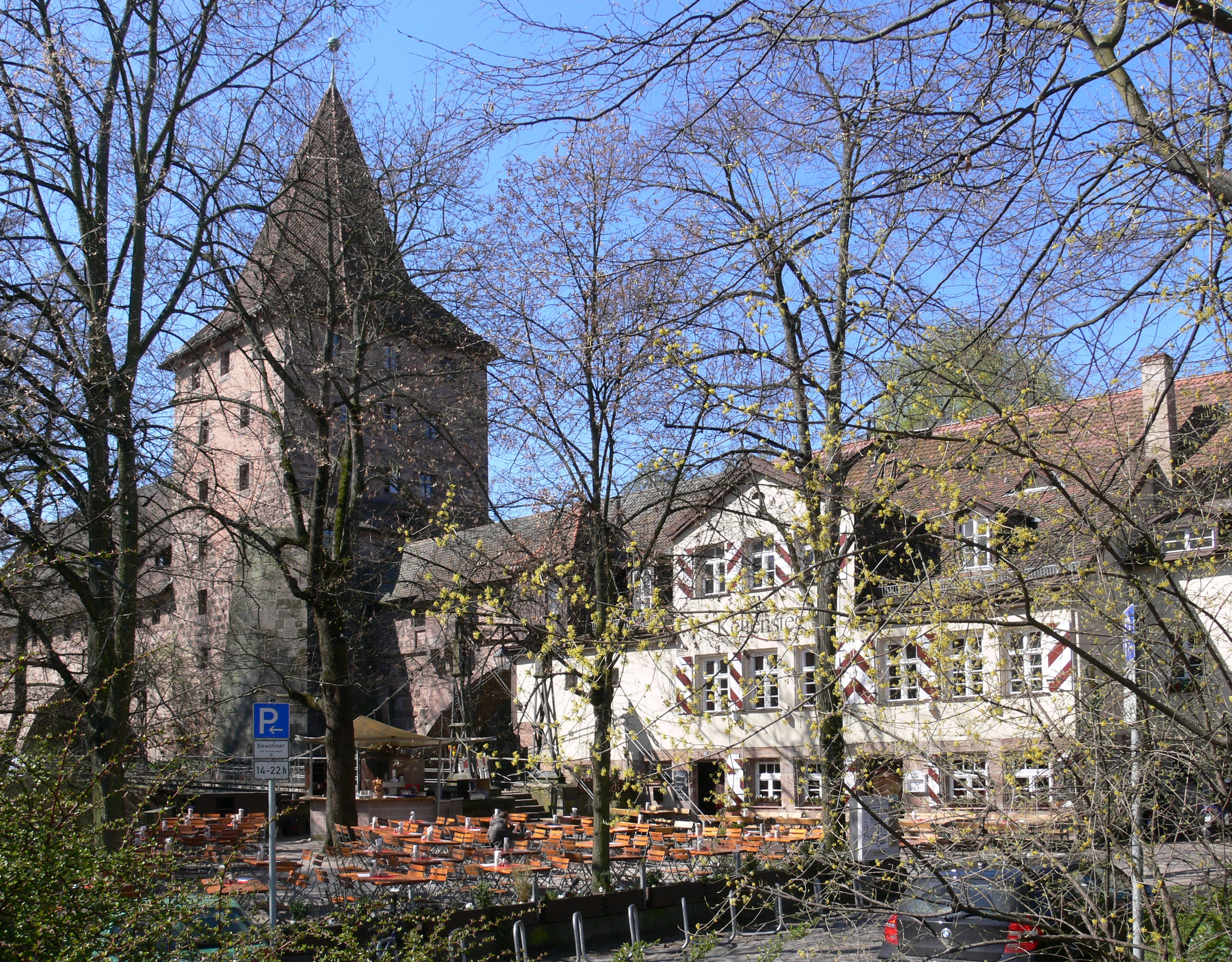
Schlayerturm (links), Kettensteg und Gasthaus „Kettensteg“, von Nordosten gesehen

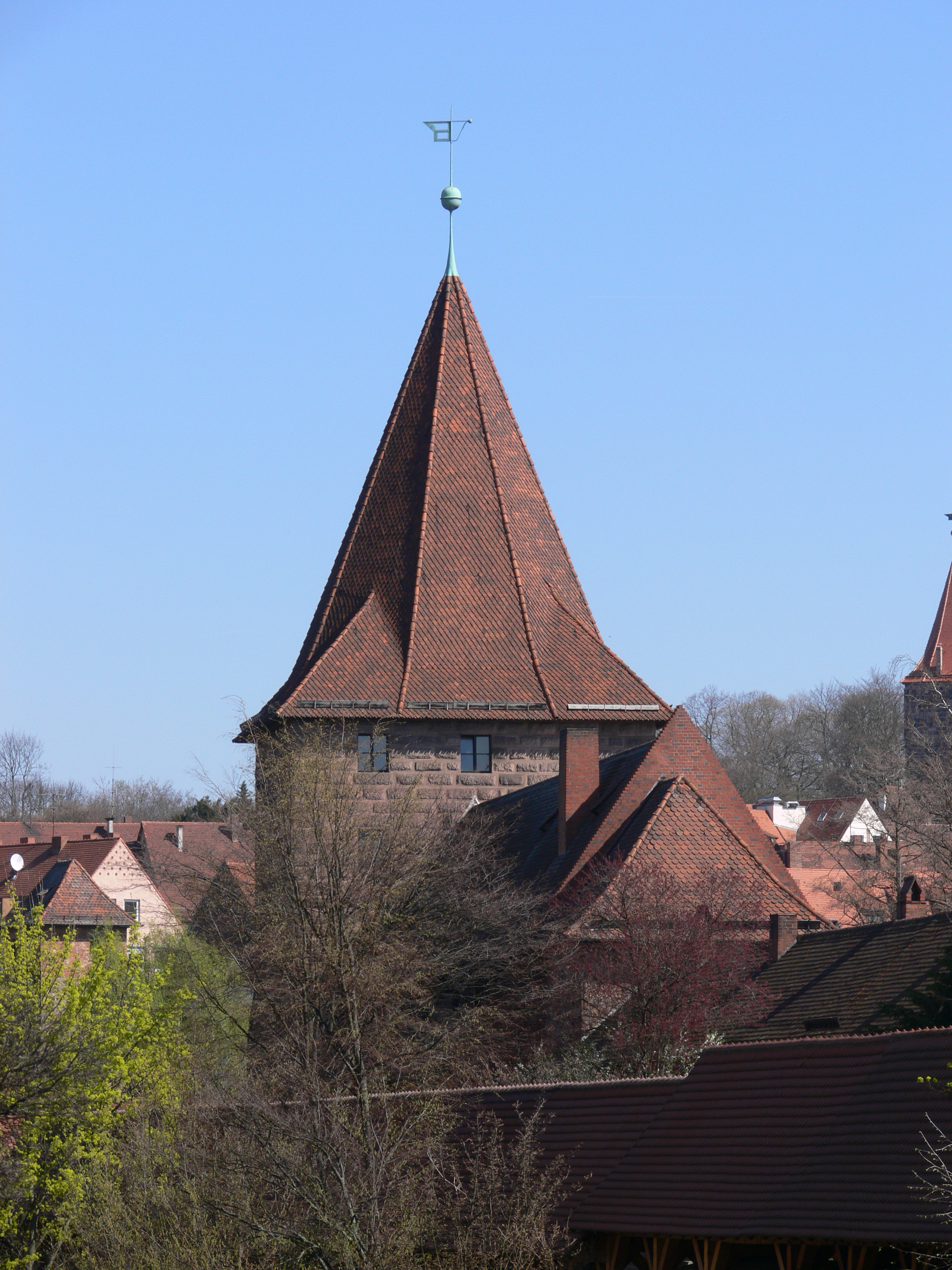
Schlayerturm (Feldseite, von Südwesten gesehen)

Der Schlayerturm ist ein Mauerturm im Westen der letzten Nürnberger Stadtbefestigung.

## Lage und Umgebung
Der Turm steht mitten im Ausfluss der Pegnitz auf einer kleinen Flussinsel. Im Süden ist die Fronveste als Überbrückung des südlichen Pegnitzarmes angebaut. Im Norden schließt sich die Überbrückung des nördlichen Pegnitzarms zum Hallertürlein an, die Ende des 15. Jahrhunderts als massiver Wehrgang aus Sandsteinquadern und mit Satteldach errichtet wurde.

## Geschichte
Der mächtige viereckige Turm wurde 1419–1422 als quadratischer Sandsteinquaderbau mit spitzem, achtseitigen Zeltdach errichtet und trägt die alte Bezeichnung „Grünes F“. Er schützte zusammen mit der Fronveste den Pegnitzausfluss. 1519 stellte man Schwächen am Fundament fest und verminderte daraufhin die Turmhöhe.
Im Zweiten Weltkrieg wurde der Turm stark beschädigt. Beim Wiederaufbau stellte man – unter Verwendung zeitgenössischer Bilder – die ursprüngliche Turmhöhe wieder her.
Von der nahen Maxbrücke kann man die Befestigungen wie auf Albrecht Dürers Aquarellen sehen: die Stadtmauer, das Hallertürlein, den Schlayerturm und die vorbeifließende Pegnitz.